# Mr. Peabody és Sherman show
A Mr. Peabody és Sherman show (eredeti cím: The Mr. Peabody & Sherman Show) 2015-től 2017-ig futott amerikai televíziós 2D-s számítógépes animációs vígjátéksorozat, amelynek alkotója Jay Ward. A Rocky és Bakacsin kalandjai című rajzfilmsorozat Peabody valószínűtlen történelme című szegmense és a Mr. Peabody és Sherman kalandjai című 2014-es 3D-s számítógépes animációs film alapján készült. A tévéfilmsorozat a DreamWorks Animation TV gyártásában készült, az NBCUniversal Television Distribution és a Netflix forgalmazásában jelent meg. Műfaját tekintve filmvígjáték-sorozat, filmmusical-sorozat és történelmi filmsorozat. Négy évadot élt meg 52 epizóddal. A sorozatot az Amerikai Egyesült Államokban 2015. október 9-én a Netflix, míg Magyarországon a Minimax mutatta be 2017. december 1-jén.

## Szereplők
| Szereplő            | Eredeti hang         | Magyar hang        |
| ------------------- | -------------------- | ------------------ |
| Mr. Peabody         | Chris Parnell        | Kautzky Armand     |
| Sherman             | Max Charles          | Berecz Kristóf Uwe |
| Christine           | Da’Vine Joy Randolph | Nádasi Veronika    |
| Mr. Hobson          | Dieter Jansen        | Seder Gábor        |
| Madárfióka          | Dieter Jansen        | Seder Gábor        |
| Mrs. Arugula Hughes | David P. Smith       | Grúber Zita        |
| Orchoptitron        | David P. Smith       | Bácskai János      |
| Mr. Yak             | Josh Keaton          | Sótonyi Gábor      |
| Mrs. Yak            | Kari Wahlgren        | Farkasinszky Edit  |

### Magyar változat[2]
A szinkront a Minimax megbízásából a Subway Stúdió készítette.
- Magyar szöveg: Csontos Judit
- Gyártásvezető: Bogdán Anikó
- Hangmérnök: Kis Pál
- Szinkronrendező: Pócsik Ildikó
- Produkciós vezető: Kicska László
- Felolvasó: Bolla Róbert
- További magyar hangok: Baráth István (Gaius), Bácskai János, Bálint Adrienn (Sacagawea), Berkes Bence (Mozart), Bodrogi Attila, Bolla Róbert (Niknak, szabadúszó), Csifó Dorina, Csuha Bori, Csuha Lajos (Mark Twain), Fekete Zoltán, Forgács Gábor, Gubányi György István (Bartholdi), Harcsik Róbert, Hermann Lilla (Sandy), Imre István (Napoleon, szabadúszó), Kajtár Róbert (Mikulás), Magyar Bálint, Molnár Ilona, Molnár Kristóf (Orwille), Németh Gábor, Rosta Sándor, Sági Tímea, Szabó Zselyke (Izabella), Szalay Csongor (Blaine), Szokol Péter, Szórádi Erika, Szűcs Anna Viola (Shelby), Tarján Péter, Törköly Levente, Tóth Szilvi (Jean D'Arc), Varga Rókus, Vári Attila

## Epizódok
| Évad | Évad | Epizódok | Eredeti sugárzás  | Eredeti sugárzás  | Magyar sugárzás     | Magyar sugárzás     |
| Évad | Évad | Epizódok | Évadpremier       | Évadfinálé        | Évadpremier         | Évadfinálé          |
| ---- | ---- | -------- | ----------------- | ----------------- | ------------------- | ------------------- |
|      | 1    | 13       | 2015. október 9.  | 2015. október 9.  | 2017. december 1.   | 2017. december 13.  |
|      | 2    | 13       | 2016. március 18. | 2016. március 18. | 2017. december 14.  | 2017. december 26.  |
|      | 3    | 13       | 2016. október 21. | 2016. október 21. | 2018. április 27.   | 2018. augusztus 9.  |
|      | 4    | 13       | 2017. április 21. | 2017. április 21. | 2018. augusztus 10. | 2018. augusztus 28. |